# SS Pittsburgh
SS Pittsburg var ett oceangående passagerarfartyg som sjösattes 17 november 1920 för White Star Line och seglade på Nordatlanten åren 1922-1941. Fartyget byggdes vid Harland and Wolff i Belfast på Irland.

## Historia
Den 6 juni 1922 startade Pittsburgh på sin jungfrufärd från Cobh i grevskapet Cork på Irland till de amerikanska hamnarna Philadelphia och Boston. I november 1922 räddade Pittsburgh  besättningen på den italienska ångaren SS Monte Grappa, som förlist i en storm på Nordatlanten. Den 1 december 1922 sattes fartyget in på rutten Bremen  - Southampton - Halifax - New York.
Den 20 januari 1925 såldes fartyget till Red Star Line, som döpte om fartyget till Pennland och öppnade rutten Antwerpen - Southampton - Halifax – New York. Många judar emigrerade till USA från Antwerpen.
År 1935 såldes Pennland till Holland America Line och när Andra världskriget bröt ut byggdes hon om till trupptransportfartyg. Den 25 april !941 sänktes fartyget av tyska störtbombare vid Órmos Soúdas, Kreta.

## Beskrivning
Pittsburgh var på 16 322 bruttoregisterton och gjorde 15 knop. Hon hade en kompoundångmaskin med maskinstyrka 2 200 hp. (8 973 kW).